# 福建艺术职业学院
福建艺术职业学院是中华人民共和国的一所全日制专科公办省属普通高等职业学校，位于福建省福州市。
1958年7月，福建艺术专科学校成立。1960年，升格为福建艺术学院。1962年后，先后改建为福建艺术学校、福建戏曲学校。“文化大革命”期间停办。1974年，福建艺术学校复办。2005年5月，升格为福建艺术职业学院。